# Sainte-Marie (Québec)
Sainte-Marie è un comune del Canada, situato nella provincia del Québec, nella regione di Chaudière-Appalaches.

## Monumenti e luoghi d'interesse
- Castello Beauce